# Milij Alekszejevics Balakirev
Milij Alekszejevics Balakirev (oroszul: Милий Алексеевич Балакирев; Nyizsnyij Novgorod, 1837. január 2. – Szentpétervár, 1910. május 29.) orosz zeneszerző, zongorista és karmester, az Ötök tagja. Legismertebb darabja az Iszlamej című keleti fantázia, amely igen népszerű a zongoristák körében.

## Élete
Balakirev Nyizsnyij Novgorodban született (a régi orosz naptár szerint 1836. december 21-én), apja egy szerény sorsú tisztviselő volt. Zenei képzését anyja indította el, aki 1847-ben még Moszkvába is elküldte, hogy Alexander Dubuque-tól vegyen órákat. Pénzügyi problémák miatt azonban hamarosan vége szakadt a zenetanulásnak, és a fiú visszatért Nyizsnyij Novgorodba. Zenét szervezett formában ezután nem is tanult, mindvégig autodidakta maradt. Tehetsége azonban nem maradt sokáig rejtve: szárnyai alá vette egy zenepártoló földbirtokos, Alekszandr Ulibisev, aki írt egy Mozart-életrajzot is. Hatalmas zenei könyvtára és saját zenekara volt, ennek előadásában ismerte meg Balakirev a nagy zeneszerzők műveit és a kottatárat, a zenei írásokat pedig szabadon tanulmányozhatta. Ezek a lehetőségek döntő hatással voltak a fiú érdeklődésére, a zene iránti elkötelezettségére.
1853-ban beiratkozott ugyan a kazányi egyetemre, ahol matematikát tanult, de már két év múlva, 18 évesen – Ulibisev meghívására és támogatásával – Pétervárra költözött, hogy a zenével foglalkozhasson. Itt találkozott Glinkával, aki a zenei pályaválasztást illetően megadta a végső lökést Balakirevnek. Első zenei bemutatkozása 1856-ban volt, amikor első, fisz-moll zongoraversenyének első tételét mutatta be.
Balakirev zenei világnézete viszonylag korán kialakult, ami az orosz zene szeretetén és annak a műzenében való alkalmazásán alapult. Glinka zenei „nacionalizmusa” mellett hatással volt erre a zenei nézetre Sztaszov, a jóbarát zenekritikus és Dargomizsszkij zeneszerző is. Balakirev és Glinka zeneszerzőcsoportot alakított, maguk mellé állították a hasonló elveket valló Muszorgszkijt, Rimszkij-Korszakovot és Kjuit. Magukat „újítóknak” nevezték, Sztaszov „Hatalmasok kis csapatának” („Могучая кучка”) nevezte őket. Kiáltványukat Kjui alkotta meg, céljukként a népi alapokon álló zeneművészet megvalósítását tűzték ki. A csoporthoz később, 1862-ben csatlakozott Borogyin, és ezzel létrejött az Ötök csoportja.
Balakirev szenvedélyesen szembeszállt az akadémiai gyakorlattal, mert az szerinte megakadályozza az egyéni zenei képzelőerő kifejezését. Természetesen az uralkodó zenei élet képviselői is hevesen támadták a csoportot (többek között a tekintélyes Anton Grigorjevics Rubinstejn is), szimpla műkedvelőknek titulálva őket (ezzel persze nem is álltak olyan távol a valóságtól). A kritikára válaszul 1862-ben Gavril Lomakinnal közösen létrehozta az ún. Ingyenes Zeneiskolát, az orosz zene iskoláját, amelynek Balakirev is tanára volt, 1868-tól igazgatója. Tanítványaitól megkövetelte az ő, illetve zeneszerzőcsoportja zenei ízlésének feltétlen tiszteletét és követését. Ettől az évtől kezdve vezényelt az Orosz Zenei Társaság hangversenyein is, majd amikor 1867-ben Anton Rubinstejn lemondott a zenekar zeneigazgatói posztjáról, Jelena Pavlovna főhercegnő, a zenekar fővédnöke ellenére ő lett a vezető karmester. Hangversenyein a nyugati zene nagyjain (Beethoven, Liszt, Berlioz, Schumann stb.) kívül főleg az orosz zenét (az Ötök és Dargomizsszkij kompozícióit) propagálta hazájában és külföldön is. Támogatta Csajkovszkijt is, ezért a szerző több darabját is neki dedikálta. Közben természetesen rendszeresen komponált és népzenét gyűjtött. Pavlovnával – akinek egyébként sem tetszett a túl modern repertoár – a viszonya közben annyira megromlott, hogy az 1869-ben megvonta a támogatását tőle.

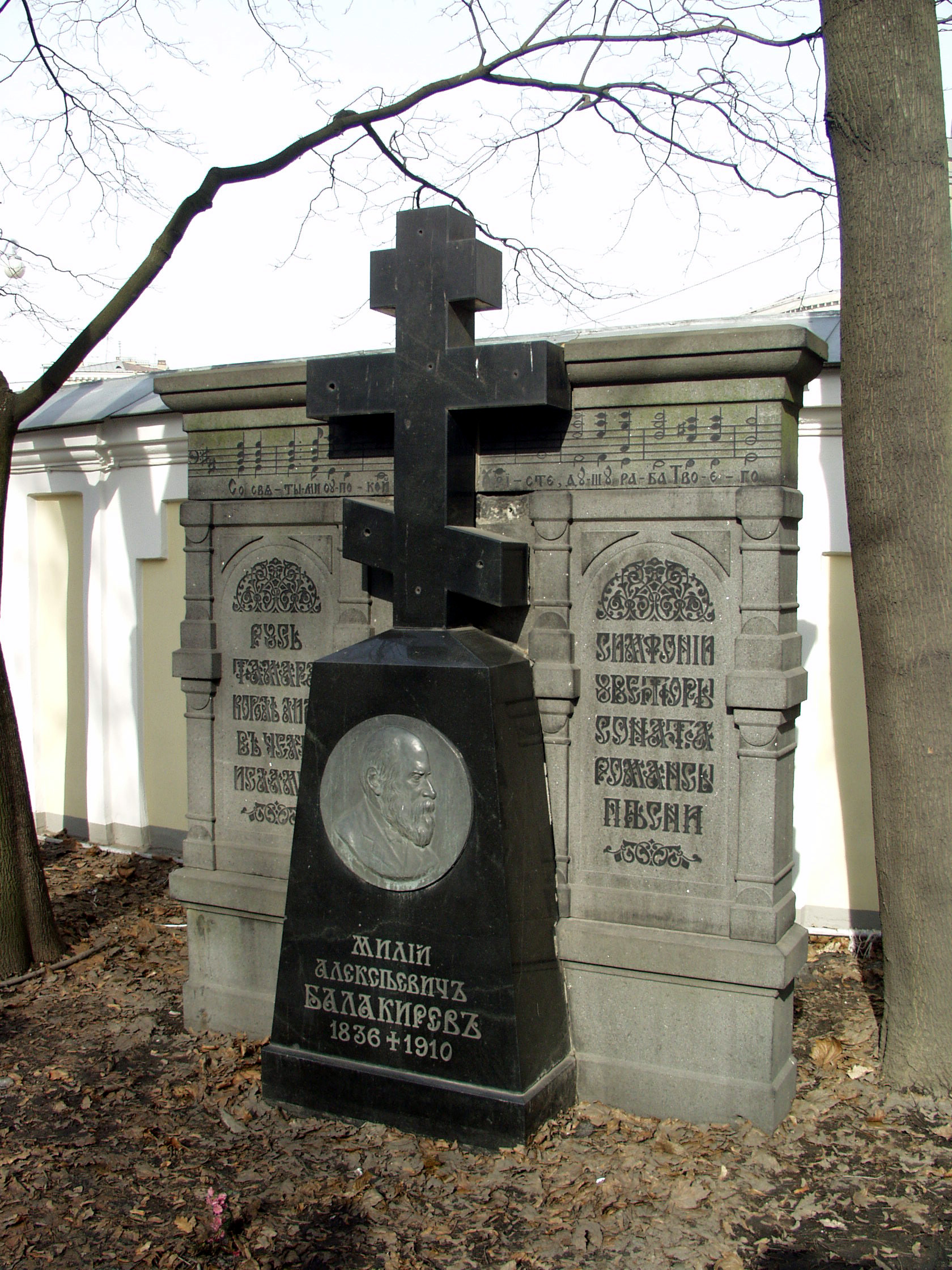
Balakirev sírja

Közben az Ötök tagjainak a viszonya is változóban, lazulóban volt: Muszorgszkij és Rimszkij-Korszakov egyre nehezebben viselte Balakirev erőszakosságát, zsarnoki természetét, amivel még a munkáikba is bele akart avatkozni (jellemző, hogy Muszorgszkij Éj a kopár hegyen című darabját, mert neki nem tetszett, soha nem engedte előadni), és még Sztaszov is távolságot tartott tőle. Az egyébként népszerű Ingyenes Iskolája is komoly anyagi gondokkal küzdött. Ezek a csapások vezethettek oda, hogy az 1870-es évekre alkotói aktivitása és élénksége megtört, vallási rajongóvá lett, barátaitól és zeneszerző társaitól eltávolodott. Különféle, zenétől távol álló munkákba menekült, volt vasúti hivatalnok és iskolafelügyelő. Ez a súlyos szellemi válság, krízis időszaka csak az évtized vége felé oldódott valamennyire, de korábbi energiája már nem tért vissza. 1881-től ismét elvállalta az Ingyenes Zeneiskola igazgatói tisztségét, 1883-ban pedig Birodalmi Zenei Társaság karmestere lett, de 1895-ben végleg visszavonult. 1910. május 29-én (a régi orosz naptár szerint május 16-án) halt meg Szentpéterváron. Sírja a Tyihvin temetőben van, a szentpétervári Nyevszkij-monostorban.

## Művei
Iszlamej című zongoradarabja

Balakirev számos műve közül manapság viszonylag keveset játszanak. Zeneszerzői kvalitásai kétségkívül nem érik el több orosz kortársáét; jelentősége sokkal inkább abban rejlik, hogy kérlelhetetlen akaraterejével előrevitte az orosz zene fejlődését, teret adva ezzel kortársai érvényesülésének. Balakirev lassan, vontatottan komponáló zeneszerző volt, művei igen hosszasan, sokszor évekig készültek (II. zongoraversenye például közel ötven évig). Az alábbi lista rövid válogatást ad műveiből.
- Grande Fantaisie orosz dalokra, 1852
- Szeptett fuvolára, klarinétra, vonósokra és zongorára, 1852
- I. (fisz-moll) zongoraverseny, 1855
- Zongorafantázia Glinka Életünket a cárért c. operájának témáira, ~1855
- Oktett fuvolára, oboára, kürtre, vonósokra és zongorára, 1856
- Nyitány három orosz témára, 1858
- Nyitány és kísérőzene a Lear királyhoz, 1858–1861
- Nyitány orosz témákra, 1864
- Nyitány cseh témákra, 1867
- Tamara, szimfonikus költemény, 1867–1882
- Iszlamej, keleti fantázia zongorára, 1869
- Sérénade espagnole zongorára, ~1890
- I. (C-dúr) szimfónia, 1898
- II. (d-moll) szimfónia, 1908
- II. (Esz-dúr) zongoraverseny, 1861–1910

## Hangfelvételek
- 1. szimfónia, – Youtube.com, Közzététel: 2013. júl. 31.
- 2. szimfónia, – Youtube.com, Közzététel: 2013. aug. 2.
- Tamara, – Youtube.com, Közzététel: 2016. dec. 5.
- 1. zongoraverseny, – Youtube.com, Közzététel: 2016. jún. 16.
- 2. zongoraverseny, – Youtube.com, Közzététel: 2011. nov. 2.
- Grande fantasia, – Youtube.com, Közzététel: 2018. jan. 30.

## Kották
- Balakirev, Mily. International Music Score Library Project. (Hozzáférés: 2019. május 26.)